# 二色山牵牛
二色山牵牛（学名：Thunbergia eberhardtii）是爵床科山牵牛属的植物。分布于越南北部以及中国大陆的海南等地，生长于海拔800米至1,800米的地区，多生于密林中，目前尚未由人工引种栽培。

## 别名
二色老鸦嘴（海南植物志）